# Syafru
Syafru (en népalais : स्याफ्रू) est un comité de développement villageois du Népal situé dans le district de Rasuwa. Au recensement de 2011, il comptait 2 271 habitants.